# Pierre-Théodore Verhaegen

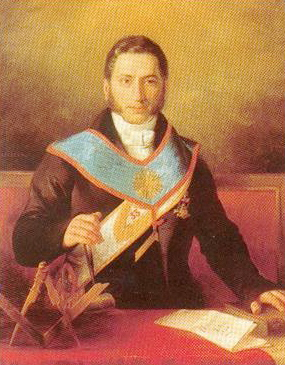
Pierre-Théodore Verhaegen

Pierre-Théodore Verhaegen (Bruselas; 1796 - 1862) Abogado y político belga, impulsor de la creación y primer rector de la Universidad Libre de Bruselas (Université Libre de Bruxelles).
Verhaegen fue miembro de la cámara de representantes desde 1837 a 1859 y Presidente de esta en dos ocasiones, 1848-1852 y  1857-1859. Murió en Bruselas a la edad de 66 años.
- Wikimedia Commons alberga una categoría multimedia sobre Pierre-Théodore Verhaegen.

- Datos: Q1870097
- Multimedia: Theodore Verhaegen / Q1870097